# MS Achille Lauro
O MS Achille Lauro foi um navio de cruzeiro baseado em Nápoles, Itália. Foi construído entre 1939 e 1947, como  um navio de passageiros da Rotterdamsche Lloyd, denominado MS Willem Ruys. Em 1965, o armador italiano Achille Lauro comprou-o, converteu-o em navio de cruzeiro e deu-lhe seu próprio nome. O navio Foi sequestrado em 1985 pelo grupo Frente pela Libertação da Palestina.
Ao longo de sua história, a embarcação envolveu-se em vários incidentes graves. Sofreu duas colisões - em 1953, com o MS Oranje e, em 1975, com o cargueiro Yoseff. Também foi atingida por quatro incêndios ou explosões a bordo - em 1965, 1972, 1981 e finalmente, em 1994, quando afundou no Oceano Índico, ao largo da Somália.